# Stare Bogaczowice (gmina)
Stare Bogaczowice – gmina wiejska w województwie dolnośląskim, w powiecie wałbrzyskim. W latach 1975–1998 gmina położona była w województwie wałbrzyskim.
Siedziba gminy to Stare Bogaczowice.
Według danych z 31 grudnia 2017 gminę zamieszkiwało 4269 osób. Natomiast według danych z 30 czerwca 2020 roku gminę zamieszkiwało 4287 osób.

## Struktura powierzchni
Według danych z roku 2002 gmina Stare Bogaczowice ma obszar 86,89 km², w tym:
- użytki rolne: 63%
- użytki leśne: 31%

Gmina stanowi 16,9% powierzchni powiatu.

## Demografia
- Ludność: 4265 (w tym kobiety: 2170)
- Ludność w wieku produkcyjnym: 2597
- Gęstość zaludnienia na km²: 48,46
- Ludność w wieku nieprodukcyjnym na 100 osób w wieku produkcyjnym: 50,9
- Pracujący (bez pracujących w indywidualnych gospodarstwach rolnych): 288
- Pracujący na 1000 ludności: 68
- Bezrobotni zarejestrowani: 256

## Turystyka

### Szlaki turystyczne
- Szlak niebieski: Witków Śląski PKP – Dolina Czyżynki – Trójgarb – Pod Trójgarbem – Modrzewiec – Węgielnik – Struga – Zamek Cisy – Dolina Czyżynki
- Szlak zielony: Szklarska Poręba Górna – Wałbrzych Główny PKP – Dolina Zimnej Wody – Gostków – Rozdroże Pod Trójgarbem –Trójgarb – Pod Trójgarbem – Bacówka Pod Trójgarbem – Lubomin
- Szlak żółty: Bolków – Szczawno-Zdrój – Pod Łysicą – Nowe Bogaczowice – Dolina Polskiej Wody – góra Jagodnik – Rozdroże Pod Trójgarbem – Trójgarb – Pod Trójgarbem – Bacówka Pod Trójgarbem – Lubomin – dawna linia kolejowa

### Zabytki
- Chwaliszów – dom ryglowy z 1578 r. – najstarszy dom mieszkalny na Dolnym Śląsku
- Cieszów – zamek Cisy, zespół ruin pięciu pieców wapienniczych z XVIII w.
- Gostków – kościół parafialny pw. św. Rodziny, wiatrak holenderski, zespół kościoła ewangelickiego: kościół murowany z 1785 r., szkoła ewangelicka murowana z pocz. XIX w., dom pastora z 2. poł. XIX w., cmentarz ewangelicki z XIX w.
- Jabłów – kościół filialny pw. MB Częstochowskiej
- Lubomin – kościół filialny pw. Podwyższenia Krzyża Świętego z XIV/XVI w.
- Stare Bogaczowice – kościół par. pw. św. Józefa Oblubieńca NMP, cmentarz przy kościele parafialnym pw. św. Józefa Oblubieńca, klasztor pocysterski, kaplica św. Anny, ruina kościoła Św. Mikołaja z XV w. (przebudowany w XVIII w.)
- Struga – kościół parafialny pw. MB Bolesnej, dzwonnica cmentarna, pałac Abrahama Czettritza z 1463 r. wraz z parkiem przypałacowym
- Wrony – kaplica przydrożna z XVIII w.

## Sołectwa
Cieszów, Chwaliszów, Gostków, Jabłów, Lubomin, Nowe Bogaczowice, Stare Bogaczowice, Struga
Miejscowości bez statusu sołectwa: Cisów, Podgórna, Wrony

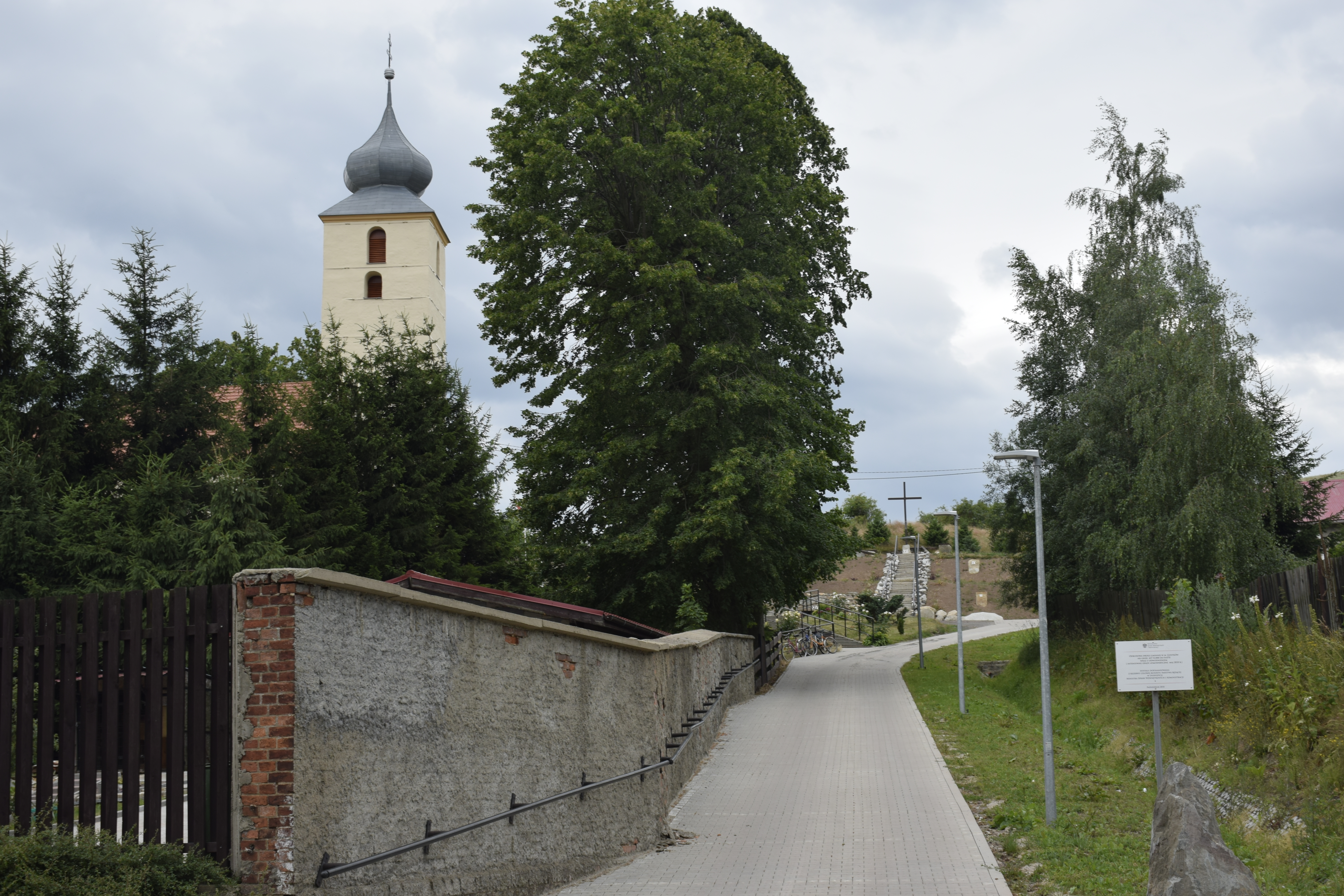
Gostków
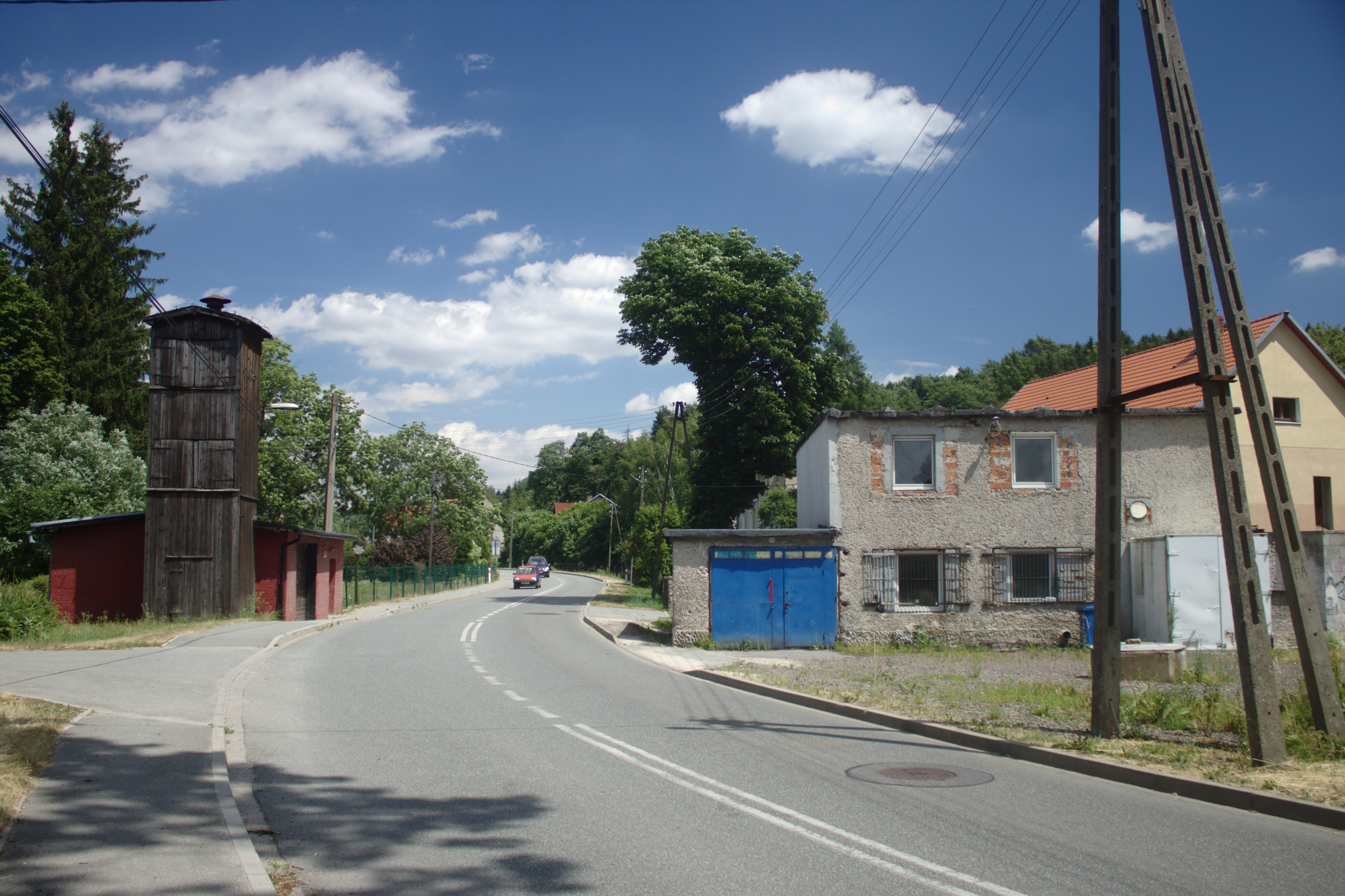
Jabłów
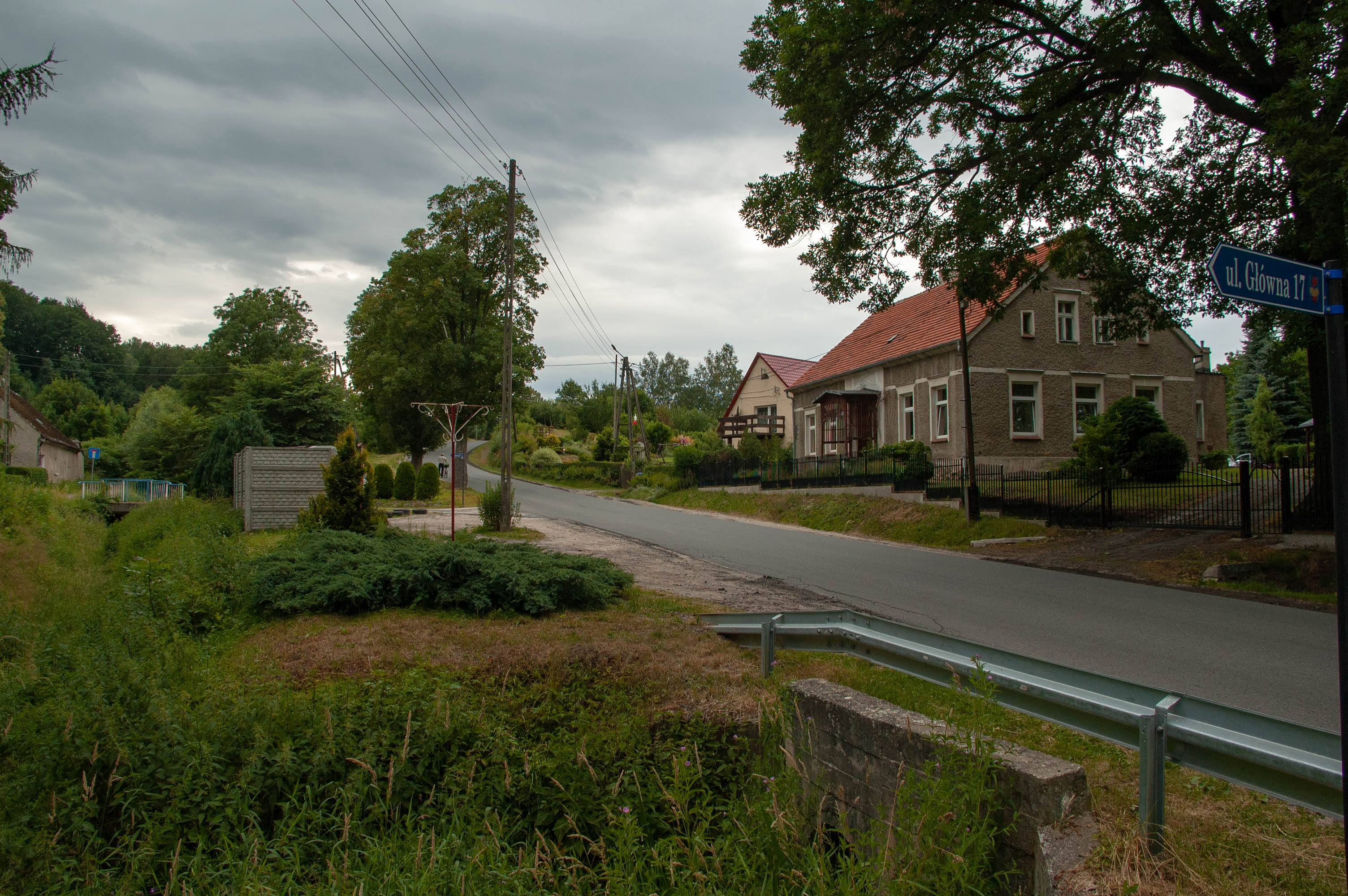
Nowe Bogaczowice
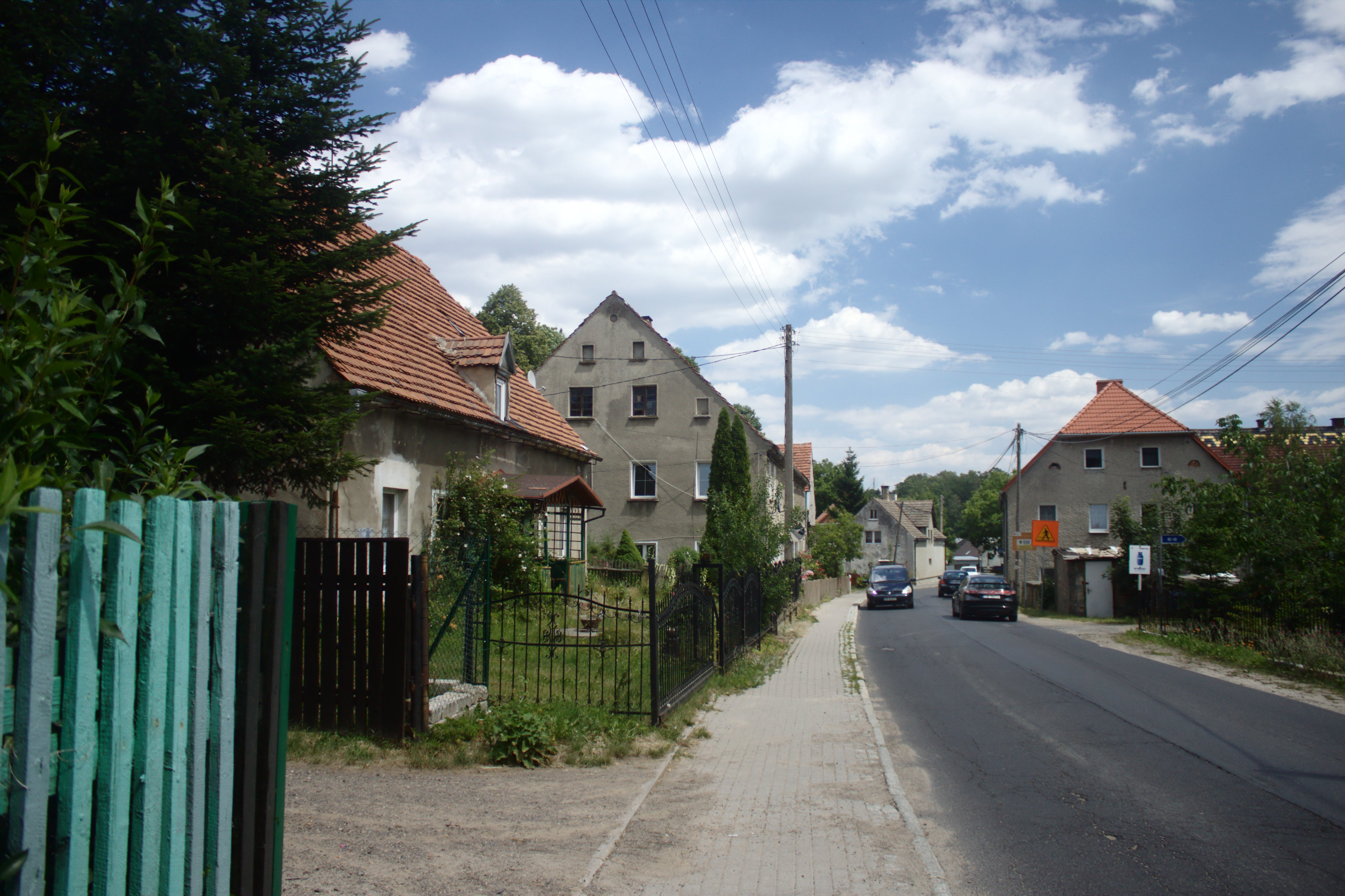
Lubomin

## Sąsiednie gminy
Boguszów-Gorce, Bolków, Czarny Bór, Dobromierz, Marciszów, Szczawno-Zdrój, Świebodzice, Wałbrzych